# فستفوسن

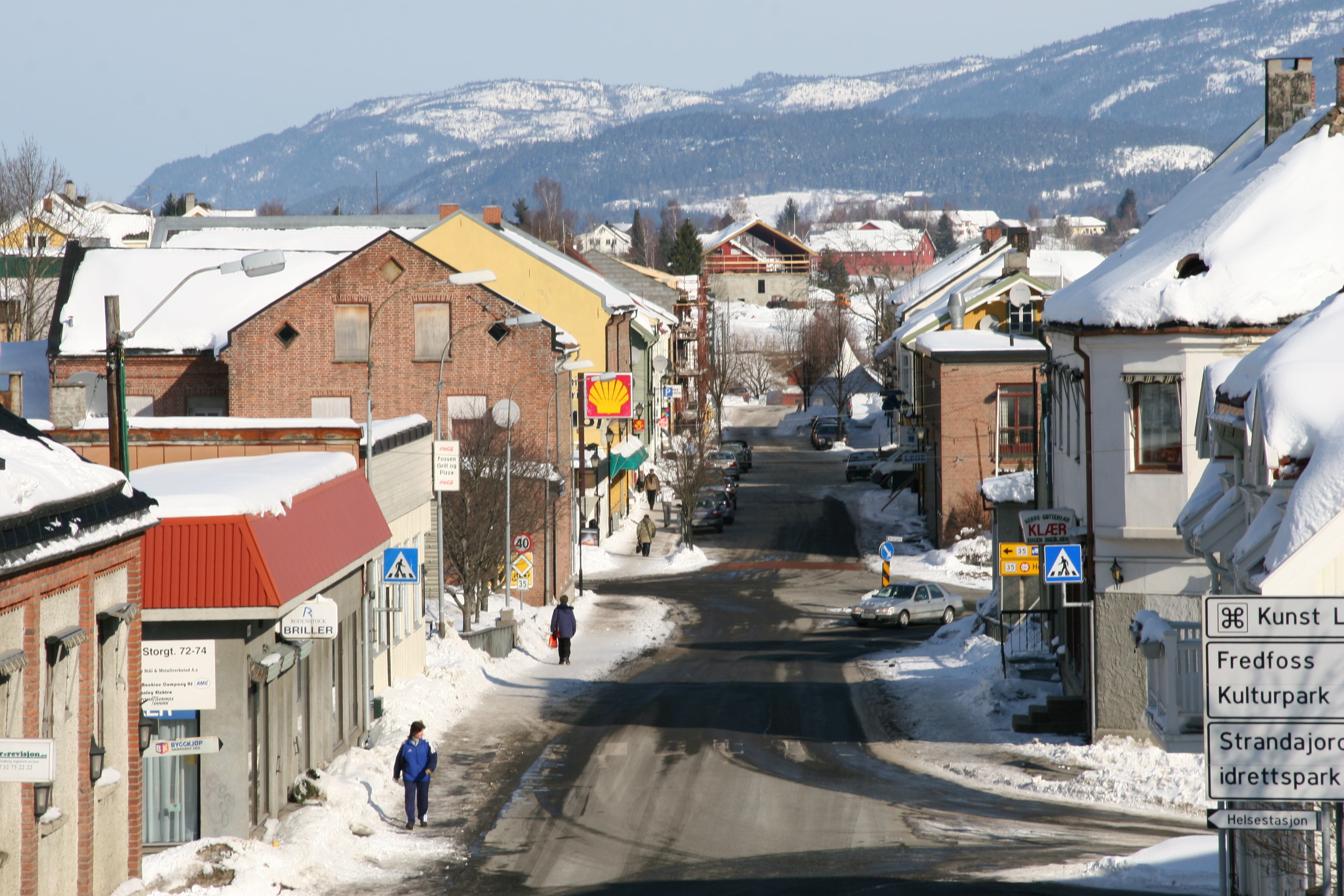
ستورغاتا، الشارع الرئيسي في فستفوسن

فستفوسن ((بالإنجليزية: Vestfossen)‏) قرية في بلدية أوفرايكر بمقاطعة بوسكرود في النرويج. كان عدد السكان في عام 2008 (2867) نسمة حسب الإحصاءات النرويجية.
فستفوسن كانت مدينة صناعية سابقاً ولها تقاليدها التي ترجع إلى القرن 16.